# ممر سان بولدو
ممر سان بولدو (بالإيطالية: Passo San Boldo)‏ هو ممر جبلي داخل جبال الألب في إيطاليا، يربط بين مدينتي «فالمارينو» (بالإيطالية: Valmareno)‏ في مقاطعة تريفيزو و«فالبيلونا» (بالإيطالية: Valbelluna)‏ في مقاطعة بلونو؛ تحت اسم "SP 635". يبلغ ارتفاعه 706 مترًا فوق مستوى سطح البحر. أقصى حد للسرعة فيه 30كم/س وأقصى ارتفاع للمركبة حتى تدخل النفق 3 أمتار و20 سنتيمتر، ويُمنع أيّ مركبة يزيد ارتفاعها عن ذلك من دخوله؛ بعدما علقت إحدى الحافلات فيه. يتكون الممر من 5 أنفاق ويتبع له 6 جسور.

## التاريخ
يعود هذا الممر إلى القرن التاسع عشر وقد أعاد بنائه الجيش النمساوي المجري عام 1918م بضغوطات على السكان المحليين للعمل فيه، فقد عمل فيه 1,400 عامل من كبار السن والنساء والأطفال بالرغم من تضاريس المنطقة الصعبة. تمّ إنشاء هذا الممر خلال ثلاث أشهر من شهر فبراير حتى شهر يونيو كجزء من الجهود اللوجستية في الحرب العالمية الأولى، وبسبب هذه المدة القصيرة فقد أُطلق عليه اسم ممر المائة يوم، وقد أُستخدم هذا الممر لنقل المعدات الحربيّة كالمدافع الثقيلة.